# 色素細胞
色素細胞（しきそさいぼう、英:pigment cell）とは多数の偽足状の細胞質突起を有する不定形の細胞。細胞質内に多数の球形顆粒を有する。脈絡膜、虹彩、真皮などに分布。神経堤由来。